# Tailândia nos Jogos Olímpicos de Inverno de 2022
Tailândia participou dos Jogos Olímpicos de Inverno de 2022, realizados em Pequim, na China.
Foi a quinta aparição do país em Olimpíadas de Inverno. Foi representado por quatro atletas, sendo dois homens e duas mulheres.

## Competidores
Esta foi a participação por modalidade nesta edição:
| Esporte             | Masculino | Feminino | Total |
| ------------------- | --------- | -------- | ----- |
| Esqui alpino        | 1         | 1        | 2     |
| Esqui cross-country | 1         | 1        | 2     |
| Total               | 2         | 2        | 4     |

## Desempenho

### Esqui alpino
Masculino
| Atleta       | Evento         | Descida 1 | Descida 1 | Descida 2 | Descida 2 | Total   | Total  | Total | Ref.  |
| Atleta       | Evento         | Tempo     | Pos.      | Tempo     | Pos.      | Tempo   | Dif.   | Pos.  | Ref.  |
| ------------ | -------------- | --------- | --------- | --------- | --------- | ------- | ------ | ----- | ----- |
| Nicola Zanon | Slalom         | 1:05.71   | 45        | 1:02.24   | 40        | 2:07.95 | +23.86 | 40    | [ 5 ] |
| Nicola Zanon | Slalom gigante | 1:17.53   | 44        | 1:20.83   | 37        | 2:38.36 | +29.01 | 38    | [ 6 ] |

Feminino
| Atleta          | Evento         | Descida 1 | Descida 1 | Descida 2   | Descida 2   | Total       | Total       | Total       | Ref.  |
| Atleta          | Evento         | Tempo     | Pos.      | Tempo       | Pos.        | Tempo       | Dif.        | Pos.        | Ref.  |
| --------------- | -------------- | --------- | --------- | ----------- | ----------- | ----------- | ----------- | ----------- | ----- |
| Mida Fah Jaiman | Slalom         | DNF       | DNF       | Não avançou | Não avançou | Não avançou | Não avançou | Não avançou | [ 7 ] |
| Mida Fah Jaiman | Slalom gigante | DNF       | DNF       | Não avançou | Não avançou | Não avançou | Não avançou | Não avançou | [ 8 ] |

### Esqui cross-country
Masculino
| Atleta         | Evento          | 15 km clássico | 15 km clássico | 15 km livre | 15 km livre | Final     | Final   | Final | Ref.   |
| Atleta         | Evento          | Tempo          | Pos.           | Tempo       | Pos.        | Tempo     | Dif.    | Pos.  | Ref.   |
| -------------- | --------------- | -------------- | -------------- | ----------- | ----------- | --------- | ------- | ----- | ------ |
| Mark Chanloung | 30 km skiathlon | 47:00.0        | 62             | LAP         | LAP         | LAP       | LAP     | 61    | [ 9 ]  |
| Mark Chanloung | 50 km livre     | —              | —              | —           | —           | 1:20:11.5 | +8:38.8 | 49    | [ 10 ] |

Feminino
| Atleta          | Evento                | Qualificatório | Qualificatório | Quartas     | Quartas     | Semifinal   | Semifinal   | Total       | Total       | Total       | Ref.   |
| Atleta          | Evento                | Tempo          | Pos.           | Tempo       | Pos.        | Tempo       | Pos.        | Tempo       | Dif.        | Pos.        | Ref.   |
| --------------- | --------------------- | -------------- | -------------- | ----------- | ----------- | ----------- | ----------- | ----------- | ----------- | ----------- | ------ |
| Karen Chanloung | 10 km clássico        | —              | —              | —           | —           | —           | —           | 33:14.0     | +5:07.7     | 63          | [ 11 ] |
| Karen Chanloung | Velocidade individual | 3:36.00        | 61             | Não avançou | Não avançou | Não avançou | Não avançou | Não avançou | Não avançou | Não avançou | [ 12 ] |

Legenda
| Recorde mundial      | Recorde mundial (World record)               |                       | Recorde africano                      | Recorde africano (African) |                                           | Q | Classificado por posição (Qualified) |
| Recorde olímpico     | Recorde olímpico (Olympic record)            | Recorde da América    | Recorde da América (Americas)         | q                          | Classificado por melhor tempo (Qualified) |   |                                      |
| Melhor marca do ano  | Melhor marca do ano (World leading)          | Recorde asiático      | Recorde asiático (Asian)              | DNS                        | Não largou (Did not start)                |   |                                      |
| Recorde nacional     | Recorde nacional (National record)           | Recorde europeu       | Recorde europeu (European)            | DNF                        | Não terminou (Did not finish)             |   |                                      |
| Recorde pessoal      | Recorde pessoal do atleta (Personal best)    | Recorde da Oceania    | Recorde da Oceania (Oceania)          | DSQ / DQ                   | Desclassificado (Disqualified)            |   |                                      |
| Recorde da temporada | Recorde da temporada do atleta (Season best) | Recorde sul-americano | Recorde sul-americano (South America) | NM                         | Sem marca (No mark)                       |   |                                      |